# Novalesa
Novalesa (arpità Nonalésa, piemontès Novalèisa) és un municipi italià, situat a la ciutat metropolitana de Torí, a la regió del Piemont. L'any 2007 tenia 554 habitants. Està situat a la Vall Cenischia, una de les Valls arpitanes del Piemont. Limita amb els municipis de Mompantero, Moncenisio, Usseglio i Venaus, Bessans i Val-Cenis (Savoia, França).
.

## Vegeu també

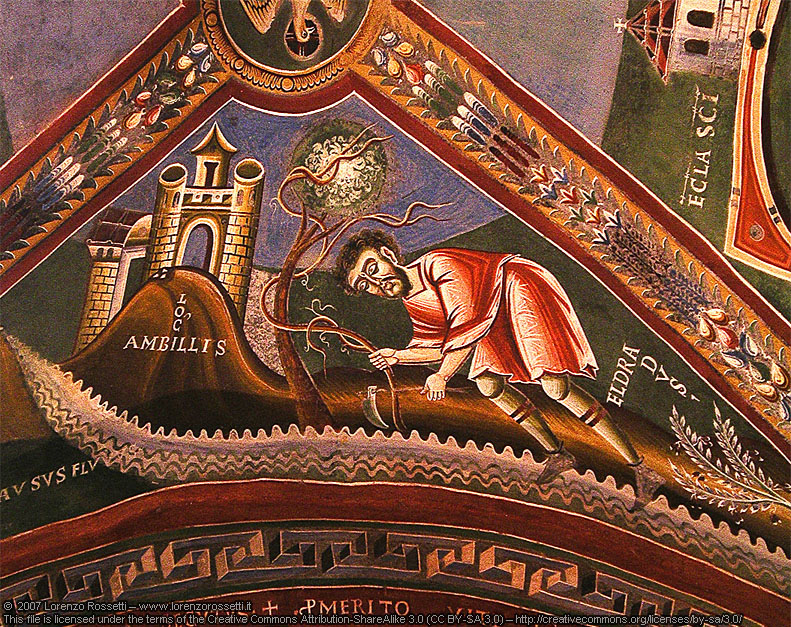
Fresc del dedicado a Sant Eldradi

## Administració
| Període | Identitat           | Partit        |
| ------- | ------------------- | ------------- |
| 2004-   | Ezio Cesare Rivetti | Llista cívica |